# Yoshiko Sakuma
Yoshiko Sakuma (佐久間良子, Sakuma Yoshiko), née le 24 février 1939 dans l'arrondissement de Nerima à Tokyo, est une actrice japonaise.

## Biographie
Yoshiko Sakuma entre à la Tōei en 1957 et apparait pour la première fois sur les écrans dans Modaeru seishun (1958) de Kiyoshi Saeki.
Elle est apparue dans environ 140 films depuis 1958,.

### Vie privée
Yoshiko Sakuma a été mariée à l'acteur Mikijirō Hira de 1970 jusqu'à leur divorce en 1984. L'acteur Takehiro Hira est son fils.

## Filmographie partielle

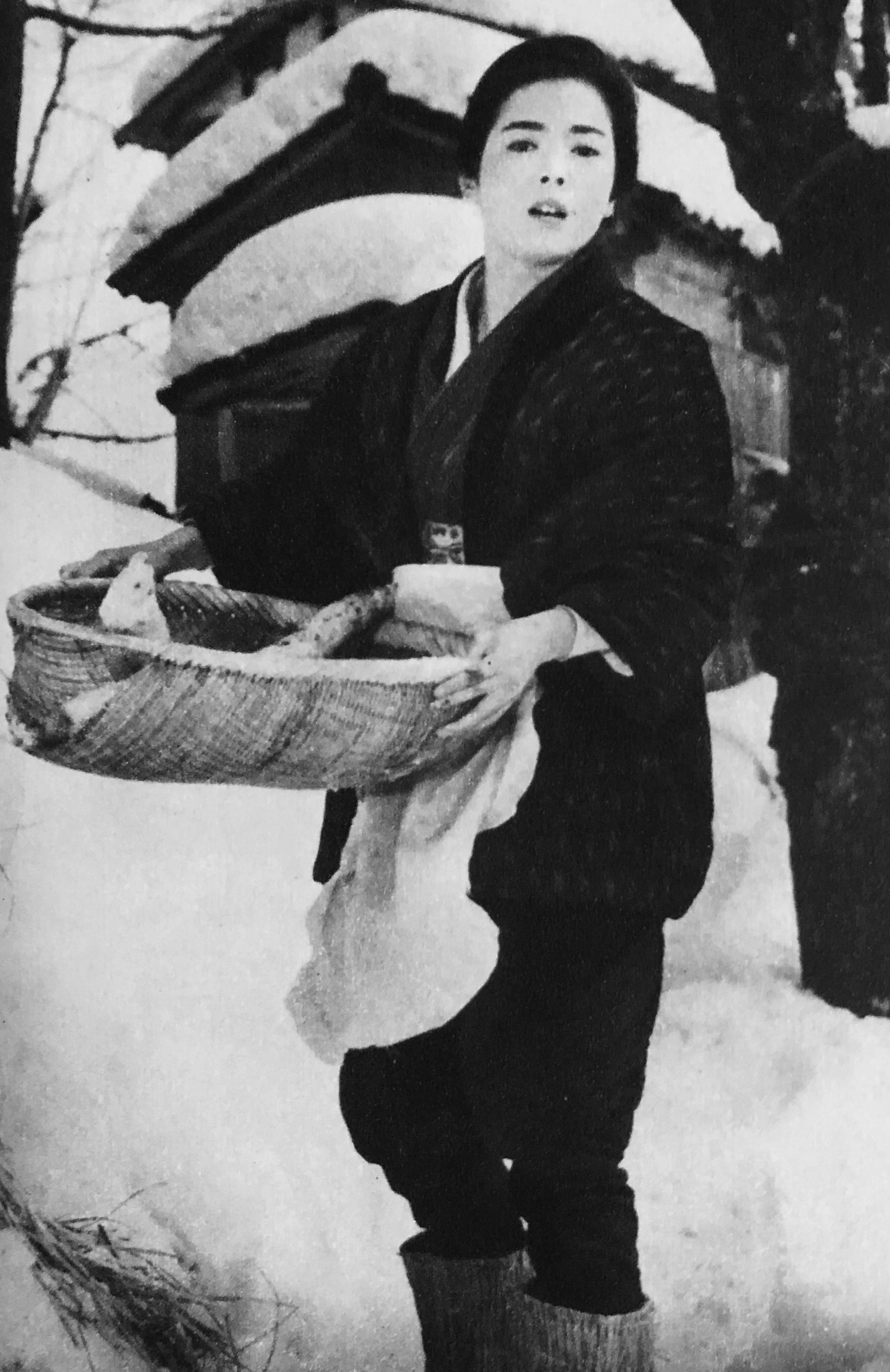
Yoshiko Sakuma dans Une histoire d'Echigo (1964).

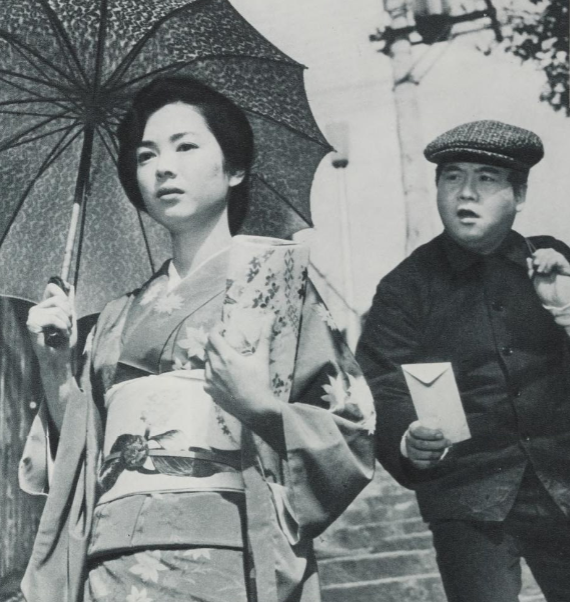
Yoshiko Sakuma et Kei Tani dans Zūzūshī yatsu (1964).

### Au cinéma
- 1958 : Modaeru seishun (悶える青春?) de Kiyoshi Saeki
- 1958 : Taifū musuko (佐久間良子?) d'Eiichi Koishi (ja)
- 1958 : Sandaime: Kashi no Ishimatsu (三代目 魚河岸の石松?) d'Eiichi Koishi (ja)
- 1958 : Densuke no yōki na kutsumigaki (デン助の陽気な靴みがき?) de Masamitsu Igayama (ja)
- 1958 : Okesa shimai (おけさ姉妹?) de Masamitsu Igayama (ja)
- 1958 : Hibari no hanagata tantei kassen (ひばりの花形探偵合戦?) de Yasushi Sasaki
- 1960 : Ōinaru bakushin (大いなる驀進?) de Hideo Sekigawa
- 1960 : Sabaku o wataru taiyō (砂漠を渡る太陽?) de Kōsaku Yamashita
- 1962 : Gang contre G-Men (ギャング対Ｇメン, Gyangu tai G-men?) de Kinji Fukasaku : Akiko
- 1963 : Pavillon dans le brouillard du soir (五番町夕霧楼, Gobanchō yūgirirō?) de Tomotaka Tasaka
- 1964 : Zūzūshī yatsu (図々しい奴?) de Masaharu Segawa
- 1964 : Une histoire d'Echigo (越後つついし親不知, Echigo tsutsuishi oyashirazu?) de Tadashi Imai
- 1965 : Hana to ryū (花と龍?) de Kōsaku Yamashita
- 1966 : Le Lac des larmes (湖の琴, Mizuumi no koto?) de Tomotaka Tasaka : Saku
- 1967 : Ā dōki no sakura (あゝ同期の桜?) de Sadao Nakajima
- 1968 : Ōoku emaki (大奥絵巻?) de Kōsaku Yamashita
- 1969 : Furin kazan (風林火山, Furin kazan?) de Hiroshi Inagaki : la princesse Yufu
- 1969 : Chō kōsō no akebono (超高層のあけぼの?) de Hideo Sekigawa
- 1979 : La Maison du pendu (病院坂の首縊りの家, Byōinzaka no kubikukuri no ie?) de Kon Ichikawa : Hōgen Yayoi
- 1983 : Les Quatre Sœurs Makioka (細雪, Sasame-yuki?) de Kon Ichikawa : Sachiko Makioka
- 1985 : American Warrior (American Ninja) de Sam Firstenberg : la sorcière Miyazuki
- 1990 : Isan sōzoku (遺産相続?) de Yasuo Furuhata : Kikue Shoji
- 1993 : Supein kara no tegami: Benposta no kodomotachi (スペインからの手紙　ベンポスタの子どもたち?) de Yoshitaka Asama
- 2003 : Jitsuroku hittoman: Hokkai no tora bōkyō (実録ヒットマン 北海の虎 望郷?) de Shū Okada
- 2011 : Genji monogatari: Sen nen no nazo (源氏物語 千年の謎?) de Yasuo Tsuruhashi (ja)
- 2019 : L'Oiseau-tempête (The Earthquake Bird) de Wash Westmoreland : Mrs. Yamamoto

### À la télévision
- 1972 : Shin Heike monogatari (新・平家物語?) : Taira no Tokuko
- 1981 : Onna taikōki (おんな太閤記?) : Nene
- 2006 : Kōmyō ga tsuji (功名が辻?) : Hōshūin

## Distinctions

### Récompenses
- 1983 : Kikuta Kazuo engeki shō (菊田一夫演劇賞?)[1] (récompense de théâtre)
- 2012 : récipiendaire de l'ordre du Soleil levant de quatrième classe

### Nominations
- 1991 : prix de la meilleure actrice pour Isan sōzoku aux Japan Academy Prize[4]